# Diskografija Shakire
Diskografija Shakire obuhvaća osam studijskih, tri koncertna i tri kompilacijska albuma. Objavila je trideset singlova (od kojih su najzapaženiji "Whenever, Wherever", "Hips Don’t Lie" i "Beautiful Liar"), te dva EP-a.
Shakira je napisala svoju prvu pjesmu s 18 godina. Ubrzo nakon toga počela je nastupati u mjestima oko svog rodnog grada. Svoj prvi promocijski album, Magia, objavila je 1990. sa samo trinaest godina. Drugi promocijski album objavila je 1993. godine pod nazivom Peligro.
Objavila je singl "¿Dónde Estás Corazón?" koji se plasirao na 5. mjesto ljestvice Billboard Hot Latin Songs. Nakon toga Shakira objavljuje svoj prvi službeni studijski album na španjolskom jeziku pod nazivom Pies Descalzos koji je do danas prodan u 5 milijuna primjeraka. U SAD-u se album plasirao na 180. mjesto ljestvice Billboard 200. S albuma su objavljeni singlovi "Estoy Aquí", "Pies Descalzos, Sueños Blancos", "Un Poco de Amor", "Antología" i "Se Quiere, Se Mata". 21. listopada 1997. godine objavljen je njen prvi remix album, The Remixes.
28. rujna 1998. godine Shakira objavljuje svoj drugi album na španjolskom jeziku, Dónde Están los Ladrones?. Plasirao se na 131. poziciju ljestvice Billboard 200 i prodan je u 10 milijuna kopija diljem svijeta. S albuma su skinuti singlovi "Ciega, Sordomuda", "Si Te Vas", "Tú", "Inevitable", "Octavo Día", "Moscas En La Casa", "No Creo" i "Ojos Así".
Shakira 13. studenog 2001. objavljuje svoj prvi studijski album na engleskom jeziku, Laundry Service, koji je 2002. godine proglašen jednim od najprodavanijih albuma godine.

## Albumi

### Studijski albumi
| Godina | Naziv                                                  | Ljestvica | Ljestvica | Ljestvica | Ljestvica | Ljestvica | Ljestvica | Objavljeno          | Svjetska prodaja |
| Godina | Naziv                                                  | NJE       | AU        | ŠVI       | UK        | SAD       | KOL       | Objavljeno          | Svjetska prodaja |
| ------ | ------------------------------------------------------ | --------- | --------- | --------- | --------- | --------- | --------- | ------------------- | ---------------- |
| 1991.  | Magia Prvi album na španjolskom                        | –         | –         | –         | –         | –         | –         | 26. lipnja 1991.    | 1.000            |
| 1993.  | Peligro Drugi album na španjolskom                     | –         | –         | –         | –         | –         | –         | 25. ožujka 1993.    | 1.200            |
| 1996.  | Pies Descalzos Treći album na španjolskom              | 71        | –         | –         | –         | 180       | 1         | 06. listopada 1995. | 7.000.000        |
| 1998.  | Dónde Están los Ladrones? Četvrti album na španjolskom | 79        | –         | 73        | –         | 131       | 1         | 29. rujna 1998.     | 11.000.000       |
| 2001.  | Laundry Service Prvi album na engleskom                | 2         | 1         | 1         | 2         | 3         | 1         | 13. studenog 2001.  | 22.000.000       |
| 2005.  | Fijación Oral Vol. 1 Peti album na španjolskom         | 1         | 2         | 2         | 122       | 4         | 1         | 3. lipnja 2005.     | 5.000.000        |
| 2005.  | Oral Fixation Vol. 2 Drugi album na engleskom          | 4         | 6         | 3         | 12        | 5         | 1         | 28. studenog 2005.  | 9.000.000        |
| 2009.  | She Wolf Treći album na engleskom                      | 3         | 4         | 1         | 4         | 15        | -         | 09. listopada 2009. | 3.500.000        |

### Uživo albumi
| Godina | Naziv                   | Ljestvica | Ljestvica | Ljestvica | Ljestvica | Ljestvica | Ljestvica | Objavljeno         | Svjetska prodaja |
| Godina | Naziv                   | NJE       | AU        | ŠVI       | UK        | SAD       | KOL       | Objavljeno         | Svjetska prodaja |
| ------ | ----------------------- | --------- | --------- | --------- | --------- | --------- | --------- | ------------------ | ---------------- |
| 2000.  | MTV Unplugged           | 91        | 55        | –         | –         | 124       | –         | 29. veljače 2000.  | 3.000.000        |
| 2004.  | Live and Off the Record | 14        | 9         | 20        | –         | 43        | 4         | 30. ožujka 2004.   | 3.000.000        |
| 2007.  | Oral Fixation Tour      | 71        | –         | –         | –         | 5         | 1         | 13. studenog 2007. | 1.000.000        |

### Kompilacijski albumi
| Godina | Naziv                       | Ljestvica | Ljestvica | Ljestvica | Ljestvica | Ljestvica | Ljestvica | Objavljeno          | Svjetska prodaja |
| Godina | Naziv                       | NJE       | AU        | ŠVI       | UK        | SAD       | KOL       | Objavljeno          | Svjetska prodaja |
| ------ | --------------------------- | --------- | --------- | --------- | --------- | --------- | --------- | ------------------- | ---------------- |
| 1997.  | The Remixes                 | –         | –         | –         | –         | –         | –         | 21. listopada 1997. | 500.000          |
| 2002.  | Grandes Exitos              |           | –         | 49        | –         | 80        | 1         | 5. studenog 2002.   | 2.500.000        |
| 2006.  | Oral Fixation Volumes 1 & 2 | –         | –         | 91        | –         | –         | –         | 5. prosinca 2006.   | 200.000          |

### EP
| Godina | Detalji                                                                                         | Napomene                 |
| ------ | ----------------------------------------------------------------------------------------------- | ------------------------ |
| 2003.  | Pepsi CD - Prvi EP - Objavljeno: 2003 - Format: CD                                              | Samo za promociju        |
| 2007.  | Love in the Time of Cholera - Drugi EP - Objavljeno: studeni, 2007 - Format: Digitalni download | Dostupan samo na iTunesu |

## Singlovi
| Godina | Skladba                                                      | Ljestvice | Ljestvice | Ljestvice | Ljestvice | Ljestvice | Ljestvice | Ljestvice | Ljestvice | Ljestvice | Ljestvice | Album                                             |
| Godina | Skladba                                                      | SAD       | SAD Latin | AUS       | KAN       | NJE       | ITA       | NIZ       | ŠPA       | ŠVI       | UK        | Album                                             |
| ------ | ------------------------------------------------------------ | --------- | --------- | --------- | --------- | --------- | --------- | --------- | --------- | --------- | --------- | ------------------------------------------------- |
| 1990.  | "Magia"                                                      | –         | –         | –         | –         | –         | –         | –         | –         | –         | –         | Magia                                             |
| 1991.  | "Lejos de Tu Amor"                                           | –         | –         | –         | –         | –         | –         | –         | –         | –         | –         | Magia                                             |
| 1991.  | "Esta Noche Voy Contigo"                                     | –         | –         | –         | –         | –         | –         | –         | –         | –         | –         | Magia                                             |
| 1993.  | "Peligro"                                                    | –         | –         | –         | –         | –         | –         | –         | –         | –         | –         | Peligro                                           |
| 1993.  | "Brujería"                                                   | –         | –         | –         | –         | –         | –         | –         | –         | –         | –         | Peligro                                           |
| 1993.  | "Eres"                                                       | –         | –         | –         | –         | –         | –         | –         | –         | –         | –         | Peligro                                           |
| 1993.  | "Tú Serás la Historia de Mi Vida"                            | –         | –         | –         | –         | –         | –         | –         | –         | –         | –         | Peligro                                           |
| 1995.  | "Estoy Aquí"                                                 | –         | 2         | –         | –         | –         | –         | –         | 5         | –         | –         | Pies Descalzos                                    |
| 1996.  | "¿Dónde Estás Corazón?"                                      | –         | 5         | –         | –         | –         | –         | –         | –         | –         | –         | Pies Descalzos                                    |
| 1996.  | "Pies Descalzos, Sueños Blancos"                             | –         | –         | –         | –         | –         | –         | –         | –         | –         | –         | Pies Descalzos                                    |
| 1996.  | "Un Poco de Amor"                                            | –         | –         | –         | –         | –         | –         | –         | –         | –         | –         | Pies Descalzos                                    |
| 1996.  | "Antología"                                                  | –         | 15        | –         | –         | –         | –         | –         | –         | –         | –         | Pies Descalzos                                    |
| 1996.  | "Se Quiere, Se Mata"                                         | –         | 8         | –         | –         | –         | –         | –         | –         | –         | –         | Pies Descalzos                                    |
| 1998.  | "Ciega, Sordomuda"                                           | –         | 1         | –         | –         | –         | –         | –         | 7         | –         | –         | ¿Dónde Están los Ladrones?                        |
| 1998.  | "Tú"                                                         | 95        | 1         | –         | –         | –         | –         | –         | –         | –         | –         | ¿Dónde Están los Ladrones?                        |
| 1998.  | "Inevitable"                                                 | –         | 3         | –         | –         | –         | –         | –         | –         | –         | –         | ¿Dónde Están los Ladrones?                        |
| 1999.  | "Ojos Así"                                                   | –         | 22        | –         | –         | –         | –         | 25        | –         | 33        | –         | ¿Dónde Están los Ladrones?                        |
| 1999.  | "No Creo"                                                    | –         | 9         | –         | –         | –         | –         | –         | –         | –         | –         | ¿Dónde Están los Ladrones?                        |
| 1999.  | "Moscas en la Casa"                                          | –         | 25        | –         | –         | –         | –         | –         | –         | –         | –         | MTV Unplugged                                     |
| 2001   | "Whenever, Wherever"                                         | 6         | 1         | 1         | 4         | 1         | 1         | 1         | 1         | 1         | 2         | Laundry Service                                   |
| 2002.  | "Underneath Your Clothes"                                    | 9         | –         | 1         | 11        | 2         | 3         | 1         | –         | 2         | 3         | Laundry Service                                   |
| 2002.  | "Te Dejo Madrid"                                             | –         | 45        | –         | –         | –         | –         | –         | 7         | –         | –         | Laundry Service                                   |
| 2002.  | "Objection (Tango)"                                          | 55        | 16        | 2         | –         | 19        | 6         | 4         | –         | 10        | 17        | Laundry Service                                   |
| 2003.  | "Que Me Quedes Tú"                                           | –         | 1         | –         | –         | –         | –         | –         | 10        | –         | –         | Laundry Service                                   |
| 2003.  | "The One"                                                    | –         | –         | 16        | –         | 39        | 20        | 26        | –         | 17        | –         | Laundry Service                                   |
| 2003.  | "Poem to a Horse"                                            | –         | –         | –         | –         | –         | –         | –         | –         | –         | –         | Live & Off The Record                             |
| 2005.  | "La Tortura" (feat. Alejandro Sanz)                          | 23        | 1         | –         | 21        | 4         | 3         | 2         | 1         | 2         | 34        | Fijación Oral Vol. 1 / Oral Fixation Vol. 2       |
| 2005.  | "No" (feat. Gustavo Cerati)                                  | –         | 11        | –         | 92        | –         | –         | –         | 1         | –         | –         | Fijación Oral Vol. 1 / Oral Fixation Vol. 2       |
| 2005.  | "Don't Bother"                                               | 42        | –         | 8         | 9         | 7         | 5         | 4         | –         | 8         | 9         | Fijación Oral Vol. 1 / Oral Fixation Vol. 2       |
| 2006.  | "Día de Enero"                                               | 101       | 29        | –         | –         | –         | –         | –         | –         | –         | –         | Fijación Oral Vol. 1 / Oral Fixation Vol. 2       |
| 2006.  | "Hips Don't Lie" (featuring Wyclef Jean)                     | 1         | 1         | 1         | 2         | 1         | 1         | 1         | 1         | 1         | 1         | Fijación Oral Vol. 1 / Oral Fixation Vol. 2       |
| 2006.  | "Illegal"                                                    | –         | –         | –         | –         | 11        | 4         | 7         | –         | 10        | 34        | Fijación Oral Vol. 1 / Oral Fixation Vol. 2       |
| 2007.  | "La Pared"                                                   | –         | –         | –         | –         | –         | –         | –         | 1         | –         | –         | Fijación Oral Vol. 1 / Oral Fixation Vol. 2       |
| 2007.  | "Las de la Intuición"                                        | –         | 31        | –         | –         | –         | –         | 6         | 1         | –         | –         | Fijación Oral Vol. 1 / Oral Fixation Vol. 2       |
| 2009.  | "She Wolf"                                                   | 11        | 1         | 18        | 5         | 2         | 3         | 13        | 2         | 3         | 4         | She Wolf                                          |
| 2009.  | "Did It Again"                                               | –         | 6         | –         | –         | 34        | 15        | –         | 12        | 29        | 26        | She Wolf                                          |
| 2009.  | "Give It Up to Me" (feat. Lil Wayne)                         | 29        | –         | 35        | 32        | –         | –         | –         | –         | –         | –         | She Wolf                                          |
| 2010.  | "Gypsy"                                                      | 65        | 6         | –         | 80        | 7         | –         | –         | 3         | 12        | 167       | She Wolf                                          |
| 2010.  | "Waka Waka (This Time for Africa)" (featuring Freshlyground) | 38        | 2         | 32        | 11        | 1         | 1         | 2         | 1         | 1         | 21        | Listen Up! The Official 2010 FIFA World Cup Album |

### Gostujući singlovi
| Godina | Skladba                                                   | Ljestvice | Ljestvice | Ljestvice | Ljestvice | Ljestvice | Ljestvice | Ljestvice | Ljestvice | Ljestvice | Ljestvice | Album                   |
| Godina | Skladba                                                   | SAD       | SAD Latin | AUS       | KAN       | NJE       | ITA       | NIZ       | ŠPA       | ŠVI       | UK        | Album                   |
| ------ | --------------------------------------------------------- | --------- | --------- | --------- | --------- | --------- | --------- | --------- | --------- | --------- | --------- | ----------------------- |
| 2007.  | "Te Lo Agradezco, Pero No" (Alejandro Sanz feat. Shakira) | 124       | 1         | –         | –         | –         | –         | –         | 1         | –         | –         | El Tren de los Momentos |
| 2007.  | "Beautiful Liar" (Beyoncé feat. Shakira)                  | 3         | 1         | 5         | 2         | 1         | 1         | 1         | 1         | 1         | 1         | B'Day (Deluxe Edition)  |
| 2007.  | "Si Tú No Vuelves" (Miguel Bosé feat. Shakira)            | –         | –         | –         | –         | –         | 20        | –         | –         | –         | –         | Papito                  |
| 2010.  | "Somos el Mundo"                                          | –         | –         | –         | –         | –         | –         | –         | 31        | –         | –         | singl                   |
| 2010.  | "Ay Haiti"                                                | –         | –         | –         | –         | –         | –         | –         | 1         | –         | –         | singl                   |
| 2010.  | "Gracias a la Vida"                                       | –         | –         | –         | –         | –         | –         | –         | –         | –         | –         | singl                   |

### Ostale skladbe
| Godina | Skladba                               | Ljestvice     | Ljestvice | Ljestvice | Ljestvice | Album                                                      |
| Godina | Skladba                               | SAD Latin Pop | RUM       | ŠPA       | ŠVE       | Album                                                      |
| ------ | ------------------------------------- | ------------- | --------- | --------- | --------- | ---------------------------------------------------------- |
| 1997.  | "Quiero"                              | 18            | —         | —         | —         | Pies Descalzos                                             |
| 2006.  | "Dia Especial"                        | 26            | 77        | —         | —         | Fijación Oral, Vol. 1                                      |
| 2010.  | "I'll Stand by You" (feat. The Roots) | —             | —         | —         | 53        | Hope for Haiti Now: A Global Benefit for Earthquake Relief |
| 2010.  | "Good Stuff"                          | —             | 60        | 49        | —         | She Wolf                                                   |